# U.C.C.
L'U.C.C. s.r.l. Società Sportiva Dilettantistica è una squadra di pallacanestro italiana, con sede operativa a Codogno e sede legale a Casalpusterlengo, che dal 2016 gioca le sue partite a Piacenza ed è per questo nota anche come U.C.C. Piacenza. La società è il risultato di una partnership sportiva tra l'Unione Cestistica Casalpusterlengo, da cui deriva la sigla, e il Piacenza Basket Club.
Per motivi di sponsorizzazione, è stata nota prima come Assigeco Casalpusterlengo e dal 2016 come Assigeco U.C.C. Piacenza.

## Storia
L'Unione Cestistica Casalpusterlengo nasce nel 1977 a Casalpusterlengo, per volontà di Franco Curioni, Giuseppe Grecchi, Gigia Baragetti, Angelo Vaghetti e Leo
Bottari: i colori sociali sono il verde e l'arancio, mentre il primo sponsor è il marchio Johns Manville. Inizialmente la presidenza è assunta dal signor Nicolosi, poi sostituito dallo sponsor, ingegner Autelli e, infine, da Franco Curioni, che in questo periodo alterna il ruolo dirigenziale con quello di giocatore.
Nei primi anni la squadra disputa i campionati provinciali del CSI e, poi, di Promozione. Dopo aver terminato all'ultimo posto il campionato di Promozione nel 1993-1994, nell'anno successivo la squadra avvia una collaborazione con la Fulgor Codogno, che l'anno prima aveva disputato anch'essa il torneo di Promozione, ottenendo l'ammissione al campionato di Serie D e spostando la sua sede di gioco a Codogno, presso il palasport situato in viale della Resistenza. In quell'anno la società, sotto la guida di Maurizio Fiorani, vince il campionato ottenendo la promozione in Serie C2. Nella prima stagione in C2 milita nella squadra Vittorio Gallinari. Nella stagione 1997-1998, la squadra milita in Serie C1 dopo l'acquisizione dei diritti sportivi da Pisogne. Nella prima stagione in Serie C1 la squadra raggiunge la semifinale play-off, mentre l'annata successiva perde la finale promozione.
A partire dal 1999-2000 la squadra è guidata dall'allenatore Fabio Corbani, approdato alla panchina dopo una fortunata esperienza con le giovanili dell'Olimpia Milano, con cui al termine del campionato 2001-202 ottiene la promozione in Serie B2 dopo la vittoria nei play-off contro Pavia. Nel dicembre 2002 Corbani viene sostituito alla guida della formazione da Marcello Ghizzinardi, che aveva già vestito da giocatore la casacca dell'Assigeco. Nella prima annata in B2 c'è la vittoria della Coppa Italia LNP di Serie B2 nelle finali disputate a Montecatini, mentre al termine dell'annata 2003-2004, durante la quale la sede di gioco viene spostata al PalaCampus di Codogno, avviene la promozione in Serie B d'Eccellenza dopo la vittoria nello spareggio contro Senigallia.
L'Assigeco rimane in Serie B d'Eccellenza per 6 stagioni, vincendo la coppa Italia LNP nel 2006-2007 e nel 2008-2009, anno in cui la squadra trasferisce la sua sede di gioco presso il PalaCastellotti di Lodi e fermandosi per tre volte nella semifinale dei play-off; al termine del campionato 2008-2009, tuttavia, la società ottiene comunque l'ammissione al campionato di Legadue. Nel secondo campionato italiano vengono disputate due stagioni, sotto la guida di Simone Lottici il primo anno e Marco Calvani, poi sostituito da Giancarlo Sacco, il secondo, entrambe culminate con il raggiungimento della salvezza.
Il 30 giugno 2011, dopo aver annunciato il ritorno al Campus di Codogno, viene ufficializzata la rinuncia al campionato di Legadue e l'autoretrocessione in Divisione Nazionale A.
Al termine del campionato 2013-2014 l'Assigeco, dopo aver perso la finale promozione contro Mantova, viene ripescata in Serie A2 Gold, tornando a militare nel secondo campionato nazionale.
Dopo due stagioni in seconda serie disputate a Codogno, a partire dal 2016-2017 la società avvia una partnership con il Piacenza Basket Club, società nata nel 2012 a Piacenza sulle ceneri dell'Unione Cestistica Piacentina, trasferendo il proprio campo di gioco a Piacenza e disputando gli incontri con il nome di U.C.C. Assigeco Piacenza.
Nelle stagioni successive, disputate a Piacenza, la squadra ottiene sempre la salvezza in Serie A2, direttamente o per mezzo dei play-out come al termine del campionato 2017-2018.
Nel 2020-2021 l'U.C.C. disputa un campionato nella prima metà di classifica, entrando nella lotta per l'accesso ai play-off promozione e terminando la stagione regolare all'ottavo posto, posizionamento che permette l'accesso al girone azzurro della fase ad orologio, che la squadra termina all'ultimo posto senza vittorie, non ottenendo quindi l'accesso ai play-off. L'anno successivo la squadra si conferma nella prima metà della classifica chiudendo il girone verde di Serie A2 2021-2022 al quarto posto e ottenendo per la prima volta nella sua storia l'accesso ai play-off per la promozione nel massimo campionato, nei quali, dopo aver eliminato il Kleb Basket Ferrara nei quarti di finale, viene sconfitto da Scafati nella serie di semifinale con il punteggio di 3-2. L'accesso ai play-off viene bissato nelle stagioni 2022-2023 e 2023-2024 nelle quali l'Assigeco termina la stagione regolare rispettivamente al sesto e all'ottavo posto, uscendo poi in entrambe le annate ai quarti di finale, rispettivamente contro Pistoia nel 2023 e contro Trapani.
La stagione sportiva 2024-2025, è invece radicalmente diversa dalle precedenti: nonostante l'esonero di Salieri in favore del vice Manzo, avvenuto dopo una partenza ad handicap con sei sconfitte consecutive, la squadra termina la stagione con la retrocessione, la prima sul campo nella storia societaria, in Serie B Nazionale con due giornate di anticipo, dopo 11 stagioni di militanza nel secondo campionato italiano.

## Colori e simbolo
I primi colori sociali, al momento della fondazione, avvenuta nel 1977, furono il verde e l'arancione, in seguito sostituiti dai colori rosso e blu, che sono stati mantenuti fino al trasferimento a Piacenza avvenuto nel 2016. A seguito della partnership con il Piacenza Basket Club e del correlato cambio di sede di gioco, ai colori rosso e blu adottati dalla squadra lodigiana venne affiancato il bianco, che insieme al rosso, costituiva i colori sociali della compagine piacentina.

## Palazzetto
Dopo aver giocato le sue partite casalinghe presso la palestra Itas di Casalpusterlengo fino al 1994, a partire dalla stagione 1994-1995 la squadra si trasferì a Codogno, presso il palazzetto di viale della Resistenza, impianto che venne mantenuto fino al 2003-2004, con lo spostamento al PalaCampus, anch'esso situato a Codogno. Fino al termine della stagione 2007-2008 la squadra mantenne la sede delle proprie partite casalinghe presso il PalaCampus di Codogno. A causa dell'inadeguatezza della struttura codognese, nel 2008-2009 la squadra si trasferì presso il più capiente PalaCastellotti di Lodi, impianto inaugurato nel 1989 e già utilizzato dalla squadra di hockey su pista degli Amatori Wasken Lodi e che, per l'occasione venne sottoposto a lavori ad hoc che inclusero, tra gli altri, la realizzazione del parquet, l'acquisto dei canestri e la ristrutturazione della sala stampa.
Nella stagione 2011-2012, dopo la decisione di non iscriversi al campionato di Legadue, l'Assigeco tornò a disputare le proprie gare casalinghe a Codogno, anche a causa della scarsa affluenza di pubblico durante le due stagioni del secondo campionato nazionale disputate a Lodi. Con il trasferimento a Piacenza, a partire dalla stagione 2016-1017, la squadra, pur mantenendo la sede a Casalpusterlengo, gioca le gare interne presso il PalaBanca di Piacenza, impianto condiviso con le società di pallavolo maschili Pallavolo Piacenza, fino alla stagione 2017-2018, e You Energy Volley, dall'annata successiva; a partire da quell'anno le due società si occupano anche della gestione dell'impianto piacentino.

## Roster 2024-2025
Aggiornato al 30 settembre 2024.
|    | Naz.                                                 | Ruolo | Sportivo             | Anno | Alt. | Peso |  |
| -- | ---------------------------------------------------- | ----- | -------------------- | ---- | ---- | ---- |  |
| 1  | Stati Uniti (bandiera) · Belgio (bandiera)           | AG    | Michael Gilmore      | 1995 | 208  | 95   |  |
| 2  | Serbia (bandiera)                                    | GA    | Nemanja Gajić        | 2001 | 196  | 95   |  |
| 5  | Italia (bandiera)                                    | AG    | Luca Dicorato Romano | 2007 | 200  | 90   |  |
| 6  | Italia (bandiera)                                    | AP    | Pietro Angeletti     | 2007 | 193  | 82   |  |
| 8  | Austria (bandiera) · Bosnia ed Erzegovina (bandiera) | AG    | Omer Suljanović      | 2005 | 201  | 86   |  |
| 11 | Argentina (bandiera) · Italia (bandiera)             | P     | Umberto Manzo        | 2008 | 175  | 75   |  |
| 12 | Italia (bandiera)                                    | AP    | Samuele Angeletti    | 2007 | 195  | 80   |  |
| 13 | Benin (bandiera)                                     | C     | Ursulo D'Almeida     | 2001 | 200  | 95   |  |
| 21 | Italia (bandiera)                                    | G     | Lorenzo Querci       | 2001 | 192  | 98   |  |
| 23 | Stati Uniti (bandiera)                               | G     | Derrick Marks        | 1993 | 191  | 93   |  |
| 25 | Italia (bandiera)                                    | P     | Gianmarco Fiorillo   | 2005 | 186  | 84   |  |
| 26 | Sudan del Sud (bandiera)                             | C     | Kuot Yak Deng Kuot   | 2007 | 202  | 91   |  |
| 32 | Italia (bandiera)                                    | G     | Federico Bonacini    | 1999 | 190  | 87   |  |
| 33 | Italia (bandiera)                                    | AG    | Michele Serpilli     | 1999 | 200  | 95   |  |
| 40 | Italia (bandiera)                                    | P     | Saverio Bartoli      | 2000 | 194  | 89   |  |
| 75 | Italia (bandiera)                                    | GA    | Niccolò Filoni       | 2001 | 198  | 92   |  |

### Staff tecnico
Aggiornato al 30 settembre 2024.
| Capo allenatore:                        | Stefano Salieri                     |
| Primo assistente:                       | Humberto Manzo                      |
| Secondo assistente:                     | Luca Ogliari                        |
| Direttore sportivo:                     | Alessandro Pagani                   |
| Team Manager:                           | Luigi Guselli                       |
| Medico Sociale:                         | Gianluca Concardi                   |
| Fisioterapista:                         | Giovanni Iori                       |
| Fisioterapista:                         | Giorgio Angiolini                   |
| Preparatore atletico:                   | Mattia Raimondi                     |
| Assistente Preparatore atletico:        | Nicola Perotti                      |
| Addetto arbitri:                        | Marcello Molaschi, Giuseppe Grecchi |
| Allenatore squadra Under-19 Eccellenza: | Humberto Manzo                      |
| Allenatore squadra Under-17 Eccellenza: | Andrea Longoni                      |
| Allenatore squadra Under-15 Eccellenza: | Angelo Malaraggia                   |

## Organigramma societario
Aggiornato al 30 settembre 2024.
| Presidente: Franco Curioni                                                                                  |
| Consiglieri: Stefano Curioni, Maurizio Lori, Sonia Sali, Sergio Galimberti, Giuseppe Grecchi, Matteo Spotti |
| Direttore Sportivo: Alessandro Pagani                                                                       |
| Team Manager: Luigi Guselli                                                                                 |
| Resp. Marketing: Paolo Cattivelli                                                                           |
| Resp. Comunicazione e telecronista: Tommaso Concardi                                                        |
| Telecronista: Enrico Massari                                                                                |
| Digital Communication Specialist: Emanuele Moia                                                             |
| Resp. Social Media: Daniele Garlaschelli                                                                    |
| Addetto Stampa: Jacopo Stendardo                                                                            |
| Presidente Assigeco Basket Academy: Marcello Molaschi                                                       |
| Dir. Tecnico Settore Giovanile: Humberto Manzo                                                              |
| Gestione Campus: Sonia Sali                                                                                 |
| Resp. Palabanca: Giovanni D'Ancona                                                                          |
| Resp. Biglietteria: Matteo Pizzaghi, Ombretta Bodini                                                        |
| Segreteria: Mariangela Legranzini                                                                           |
| Resp. Statistiche Lega: Lorenzo Callegari, Luigi Callegari                                                  |
| Speaker: Daniele Botti                                                                                      |
| Fotografo ufficiale: Mattia D'Annucci                                                                       |
| Riprese video: Luigi Baragetti                                                                              |
| Logistica e servizi: Marcello Molaschi                                                                      |
| Addetti arbitri: Marcello Molaschi, Giuseppe Grecchi                                                        |

## Presidenti e allenatori
- ?-?   Nicolosi
- ?-?   Autelli
- ?-in carica   Giovanni Francesco Curioni

- 1977-1994 ?
- 1994-1996 Maurizio Fiorani
- 1996-1999 Silvio Devincenzi
- 1999-2002 Fabio Corbani
- 2002-2006 Marcello Ghizzinardi
- 2006-2008 Walter De Raffaele
- 2008-2010 Simone Lottici
- 2010-2011 Marco Calvani
- 2011 Giancarlo Sacco
- 2011-2012 Simone Lottici
- 2012 Cesare Riva
- 2012-2015 Andrea Zanchi
- 2015-2016 Alessandro Finelli
- 2016-2017 Marco Andreazza
- 2017 Cesare Riva
- 2017-2018 Andrea Zanchi
- 2018 Cesare Riva
- 2018-2020 Gabriele Ceccarelli
- 2020 Alberto Martelossi
- 2020-in carica Stefano Salieri

## Palmarès
- Coppa Italia LNP: 2

2006-07, 2009
- Coppa Italia LNP di Serie B2: 1

2003